# Таннер, Джон (велогонщик)
Джон Таннер (англ. John Tanner, род. 4 февраля 1968, Йоркшир) — бывший великобританский профессиональный шоссейный велогонщик.
Участник Олимпийский игр 1996 и 2000 годов.
Двукратный Чемпион Великобритании в групповой шоссейной гонке. Пять раз выигрывал сезонный националый турнир British Cycling Premier Calendar.

## Достижения
1992
2-й Чемпионат Великобритании в командной гонке на 100км (вместе с Wayne Randle, Paul Curran и Julian Ramsbottom)
1994
победитель Premier Calendar
1995
победитель Premier Calendar
1997
1-й Archer Grand Prix
1-й Lincoln Grand Prix
1-й Tour of the Cotswolds
3-й на 7-м этапе Pru Tour
победитель Premier Calendar
1998
1-й Manx Trophy
1999
1-й  Чемпионон Великобритании в групповой гонке
2-й Lincoln Grand Prix
2000
1-й  Чемпионон Великобритании в групповой гонке
2-й Lincoln Grand Prix
3-й Havant GP
2001
1-й Lincoln Grand Prix
1-й Tour of the Cotswolds
1-й Havant GP
3-й Чемпионон Великобритании в групповой гонке
победитель Premier Calendar
2002
1-й Havant GP
2-й Manx Trophy
3-й Archer Grand Prix
победитель Premier Calendar
2003
3-й Archer Grand Prix
2004
2-й Archer Grand Prix
2005
1-й Archer Grand Prix
2007
2-й Чемпионат Великобритании в командной гонке (вместе с Wayne Randle и Ashley Brown)
2009
3-й East Yorkshire Classic